# Президентские выборы в Верхней Вольте (1965)
Президентские выборы  впервые состоялись в Верхней Вольте 3 октября 1965 года. До этого президент республики избирался Национальной Ассамблеей. По действовавшим законам политическая система была однопартийной, единственной легальной партией был «Вольтийский демократический союз — Африканское демократическое объединение». Лидер партии Морис Ямеого был единственным кандидатом и был переизбран на пост президента, получив 100 % голосов.

## Результаты
|                              | Кандидат                   | Партия                                                                     | Результат | Результат |
| Голоса                       | Кандидат                   | Партия                                                                     | %         |           |
| ---------------------------- | -------------------------- | -------------------------------------------------------------------------- | --------- | --------- |
|                              | Морис Ямеого               | Вольтийский демократический союз — Африканское демократическое объединение | 2 146 481 | 100,00    |
| Всего голосов                | Всего голосов              | Всего голосов                                                              | 2 146 481 | 100,00    |
| Недействительные бюллетени   | Недействительные бюллетени | Недействительные бюллетени                                                 | 309       | 0,01      |
| Всего бюллетеней             | Всего бюллетеней           | Всего бюллетеней                                                           | 2 146 790 | 100,00    |
| Избиратели / Явка            | Избиратели / Явка          | Избиратели / Явка                                                          | 2 182 425 | 98,37     |
| Источник: Sternberger et al. |                            |                                                                            |           |           |